# سگک

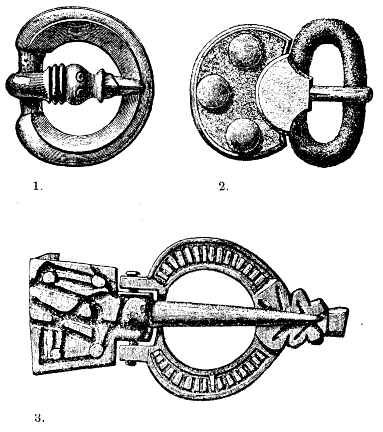
یک سگک باستانی از جنس برنز که در جنوب سوئد کشف شده است.

سگک عقاب و صید

سَگَک، وسیله‌ای است که برای به هم بستن دو بخش جدا از هم ، مانند دو سر کمربند، که مورد استفاده قرار می‌گیرد. یک بخش سگک به یک سر و دسته دیگر به سر دیگر متصل می‌شود. استفاده از سگک قبل از اختراع زیپ بسیار متداول و ضروری بوده‌است. سگک‌های مختلف با قاب‌هایی به شکل و اندازه‌های مختلف بنابر مورد استفاده و مد زمانه مورد استفاده قرار گرفته‌اند. امروزه سگک‌ها هنوز به‌طور وسیعی مورد استفاده قرار دارند و دامنه کاربرد آن‌ها از صرف محکم کردن کمربند فراتر رفته است.